# Katie McCabe
Katie McCabe (Kilmananagh, 21 september 1995) is een voetbalspeelster uit Ierland. Ze speelt als verdediger voor Arsenal WFC in de FA Women's Super League.
Katie McCabe begon haar carrière bij Kilnamanagh AFC and Crumlin United F.C. maar vertrok in 2011 naar Raheny United F.C. Met deze club speelde McCabe in de kwalificaties van de UEFA Women's Champions League. In 2015 veranderde de club naar Shelbourne FC
In datzelfde jaar maakte McCabe de overstap naar Arsenal WFC. Door blessureleed werd ze eerste gestald bij Glasgow City LFC waarmee ze kampioen werd in Schotland en ook uitkwam in de Champions League. In 2017 keerde McCabe terug bij Arsenal waar ze als linksback een vaste basisplaats bemachtigde. Ze groeide op die positie uit tot een van de sterkhouders van Arsenal. In het seizoen 2018-2019 werd McCabe kampioen van de FA Women's Super League met Arsenal. 
In 2023 werd McCabe uitgeroepen tot Player of the Season van Arsenal. Op 5 november 2023 speelde McCabe haar 200ste wedstrijd voor Arsenal. In mei 2025 won McCabe met Arsenal de UEFA Women's Champions League 2024/25.

## Statistieken
| Seizoen    | Club    | Land     | Competitie              | Wedstrijden | Doelpunten |
| ---------- | ------- | -------- | ----------------------- | ----------- | ---------- |
| 2015-heden | Arsenal | Engeland | FA Women's Super League | 202         | 22         |
| Totaal     | Totaal  | Totaal   | Totaal                  | 202         | 22         |

Laatste update: nov 2023

## Internationaal
Katie McCabe maakte haar debuut voor het Ierse nationale team in maart 2015 in een 1-1 gelijkspel tegen Hongarije. In 2016 maakte McCabe haar eerste interlanddoelpunt in een 1-1 gelijkspel tegen Italië.
In 2023 werd McCabe door bondscoach Vera Pauw geselecteerd voor het WK 2023. Het was voor het eerst dat Ierland meedeed aan het Wereldkampioenschap voetbal vrouwen. Ierland bleef steken in de groepsfase. Katie McCabe maakte wel het allereerste doelpunt van Ierland op een WK Vrouwen in de groepswedstrijd tegen Canada door de bal gelijk vanuit een corner in het doel te werken. McCabe kwam in alle wedstrijden die Ierland op dat toernooi speelde in actie.